# Áyios Nikólaos Trichonídos
Áyios Nikólaos Trichonídos (Agios Nikolaos Trichonidos) är en ort i Grekland.   Den ligger i prefekturen Nomós Aitolías kai Akarnanías och regionen Västra Grekland, i den centrala delen av landet, 210 km väster om huvudstaden Aten. Áyios Nikólaos Trichonídos ligger 253 meter över havet och antalet invånare är 136.
Terrängen runt Áyios Nikólaos Trichonídos är varierad. Runt Áyios Nikólaos Trichonídos är det ganska glesbefolkat, med 31 invånare per kvadratkilometer. Närmaste större samhälle är Agrínio, 4,9 km väster om Áyios Nikólaos Trichonídos. 